# Gösta Nordins lopp
Gösta Nordins lopp är ett travlopp för femåriga och äldre varmblodstravare som körs på Solvalla i Stockholm i Stockholms län varje år i december under samma tävlingsdag som Gunnar Nordins lopp och Sören Nordins lopp. Det är ett minneslopp tillägnat Gösta Nordin. Loppet körs över distansen 2140 meter med autostart. Förstapris är 100 000 kronor. Bland tidigare vinnare av loppet finns bland andra Maharajah (2010) och Nahar (2011).

## Vinnare
| År   | Häst               | Kusk                 | Tränare            | Tid    |
| ---- | ------------------ | -------------------- | ------------------ | ------ |
| 2024 | Parveny            | Mats E. Djuse        | Mattias Djuse      | 1.13,6 |
| 2023 | Phoenix Photo      | Örjan Kihlström      | Svante Ericsson    | 1.12,9 |
| 2022 | Calgary Games      | Björn Goop           | Timo Nurmos        | 1.13,4 |
| 2021 | Don Fanucci Zet    | Örjan Kihlström      | Daniel Redén       | 1.12,5 |
| 2020 | Disco Volante      | Ulf Ohlsson          | Stefan Melander    | 1.12,1 |
| 2019 | Milligan's School  | Ulf Eriksson         | Stefan Melander    | 1.12,7 |
| 2018 | Canari Match       | Örjan Kihlström      | Daniel Redén       | 1.14,5 |
| 2017 | Food Money         | Ulf Ohlsson          | Thomas Jezek       | 1.13,6 |
| 2016 | Attack Diablo      | Christoffer Eriksson | Peter Untersteiner | 1.15,2 |
| 2015 | Luckycharm Hanover | Örjan Kihlström      | Daniel Redén       | 1.13,7 |
| 2014 | Knows Nothing      | Örjan Kihlström      | Reijo Liljendahl   | 1.14,0 |
| 2013 | Orecchietti        | Örjan Kihlström      | Stefan Hultman     | 1.12,8 |
| 2012 | I Saw You          | Åke Lindblom         | Åke Lindblom       | 1.13,4 |
| 2011 | Nahar              | Per Lennartsson      | Per Lennartsson    | 1.13,6 |
| 2010 | Maharajah          | Örjan Kihlström      | Stefan Hultman     | 1.13,9 |
| 2009 | Jodas Julia        | Per Lennartsson      | Catarina Lundström | 1.14,5 |
| 2008 | Order By Fax       | Per Lennartsson      | Per Lennartsson    | 1.14,3 |
| 2007 | Lugdunum           | Åke Lindblom         | Åke Lindblom       | 1.13,0 |
| 2006 | Acclaim            | Håkan Eriksson       | Håkan Eriksson     | 1.13,6 |